# علی مصطفوی
دکتر علی مصطفوی، (متولد ۱۳۳۵ شهرستان زرند، استان کرمان) از فعّالانِ سیاسیِ اصلاح‌طلب و از نزدیکان حسین مرعشی ، استاد تمام دانشگاه شهید باهنر 

## زندگی‌نامه
علی مصطفوی در سال ۱۳۳۵ در شهرستان زرند در استان کرمان به دنیا آمد و تحصیلات ابتدایی تا دیپلم خود را در شهرستان زرند سپری نمود و پس از آن در رشته شیمی محض دانشگاه کرمان پذیرفته شد. پس از طی دوره لیسانس و کسب رتبه اول در این دوره، برای ادامه تحصیلات راهی انگلستان شد و در سال ۱۳۷۰ با اخذ درجه دکتری از دانشگاه سالفورد انگلستان به ایران بازگشت و به عنوان هیئت علمی در دانشگاه شهید باهنر کرمان به تدریس پرداخت و در کنار تدریس و کارهای اجرایی به فعالیت‌های تحقیقاتی و پژوهشی نیز مشغول بود که حاصل آن ارائه 104 مقاله علمی پژوهشی  ISI و  ۲ کتاب و تربیت 26 دانشجوی کارشناسی ارشد، 7 دانشجوی دکترا و ۷۹ مقاله ارائه شده در کنفرانس‌ها و سمینارهای معتبر علمی می‌باشد. 
از سال ۱۳۸۴ مدیر عامل شرکت گلاب زهرا می‌باشد.

## سمت‌ها
- دارای کرسی استاد تمامی دانشگاه شهید باهنر کرمان
- رئیس دانشگاه شهید باهنر (۱۳۸۴–۱۳۷۶)[۱]
- رئیس جبهه مشارکت ایران اسلامی در کرمان
- عضو شورای مرکزی جمعیت توسعه و آزادی استان کرمان
- رئیس شورای اصلاح طلبان استان کرمان
- عضو هیئت مدیره بنیاد خیریه فرهنگی و تربیتی حاج علی اکبر صنعتی کرمان